# Balázsvágás
Balázsvágás (szlovákul: Blažov, németül: Blasenau, ukránul: Blazsov) egykori falu, ma a Javorina katonai kiképzési terület része Szlovákiában, az Eperjesi kerületben, a Késmárki járásban.

## Fekvése
Héthárstól 10 km-re nyugatra a Lőcsei-hegység területén a Tarca partján feküdt.

## Története
Vályi András szerint "BALÁS VÁGÁS. Blasov. Tót falu Sáros Vármegyében, földes Ura Berzevitzky Uraság, lakosai katolikusok, fekszik Torisza, vagy Tartza vize partyán, határos a’ Szepességgel, meszsze terjedő erdős vidékje van. Határja soványos ugyan; de mivel réttye, és legelője nagy, fája tűzre, ’s épűletre is elég, ’s ezzel szoktak lakosai kereskedni, harmadik Osztálybéli."
Fényes Elek 1851-ben kiadott geográfiai szótárában "Balásvágás, Blazow, orosz falu, Sáros vgyében, Berzeviczéhez nyugotra 1 mfd., 52 r. 910 g. kath., 43 zsidó lak., gör. paroch. templom. Roppant erdő. Vashámor. Fürész- és liszt-malmok. F. u. a Berzeviczy nemzetség. Ut. p. Lőcse."
A településhez tartozott két külterület is. Balázsvölgye a 18. század végén jött létre, alapítói elsősorban Korompából érkező, szlovák munkások voltak. Csertész telepet a 19. század első felében alapították a falu lakói a településtől északra.  
A falunak 1853-ban 915 lakosa volt, ebből 81 Balázsvölgyében, 30 Csertészen élt. 1910-ben a településnek 1061, túlnyomórész ruszin lakosa volt. Ezen belül Balázsvölgyében 198, részben római katolikus lakos élt, Csertészen pedig 83-an laktak.
A trianoni békeszerződésig Sáros vármegye Héthársi járásához tartozott.
A Javorina katonai kiképzési területet 1952-ben alapították. Ehhez három korábbi település, Balázsvágás, Szepesudvard és Ruszkin teljes területét, valamint 22 további szepesi község határrészeit vették igénybe államosított erdő- és földterületek összevonásával. A földeket erőszakkal vették el tulajdonosaiktól úgy, hogy beleegyező nyilatkozat aláírására kényszerítették őket, de sok esetben még ezzel sem törődtek. A rendszerváltás után szóba került a létesítmény megszüntetése és a tulajdonosok kárpótlása, mely sok vitát váltott ki a szlovák politikai életben.

## Nevezetességei
- A falu egykori görögkatolikus temploma helyén ma kis fakápolna áll.